# Abraham Storck

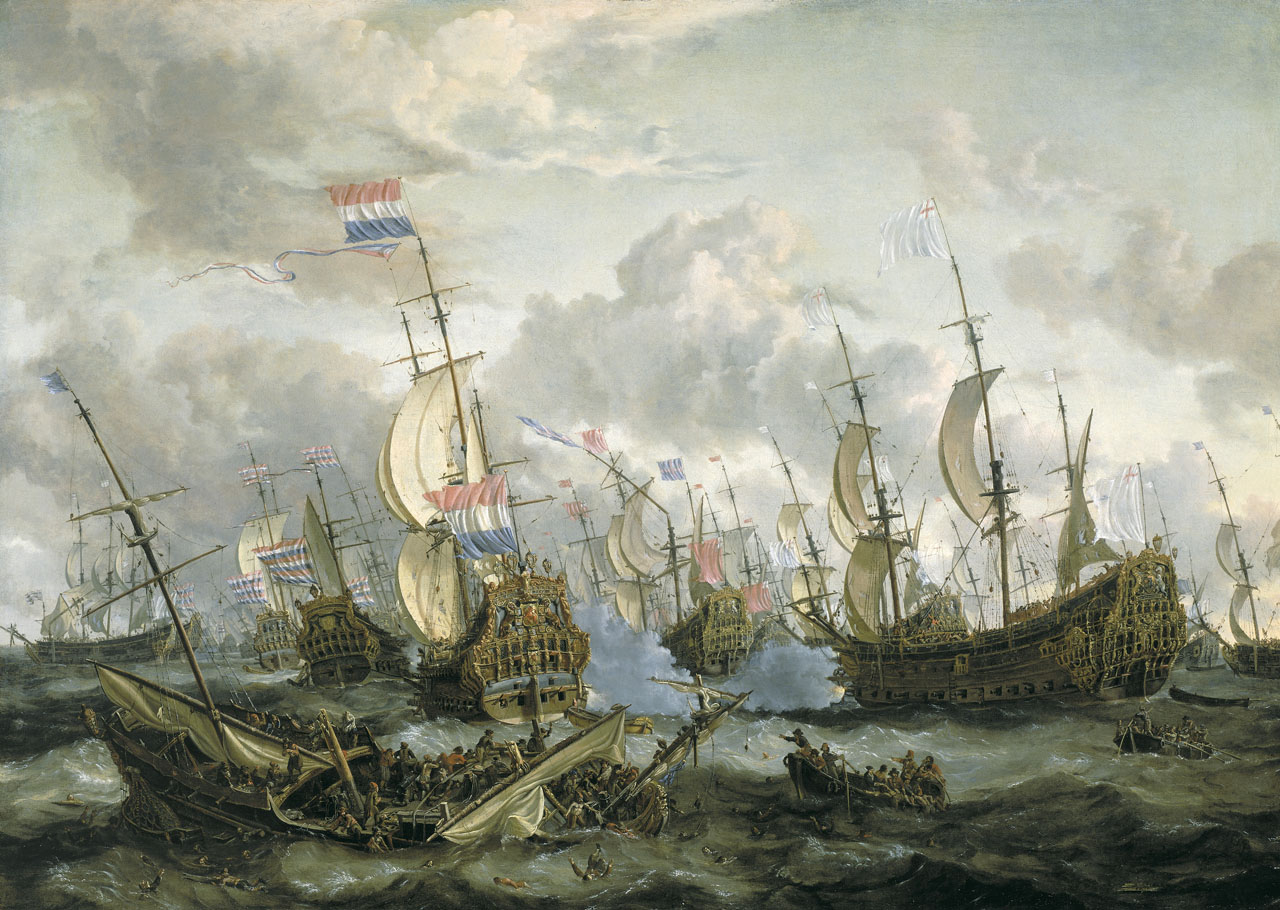
La batalla dels Quatre Dies, 1666

Abraham Storck (o Sturckenburch) (bapt. 17 d'abril de 1644 a Amsterdam – enterrat el 8 d'abril de 1708) fou un pintor holandès conegut per les seves pintures marines, vistes topogràfiques i escenes de ports italianitzdes.

## Vida
Storck va néixer i morir a Amsterdam. El seu pare era el pintor Jan Jansz. Sturck, qui més tard es canvià el seu nom a Sturckenburch. Els tres fills de Sturck, tots pintors, van utilitzar el nom Sturckenburch fins c. 1688, quan van passar a fer servir Storck o Sturck. Abraham va aprendre amb el seu pare i va unir el gremi local de sant Lluc.
Inicialment, Storck va treballar en el taller familiar. Més endavant, va instal·lar-se al seu taller propi a Amsterdam on produïa només escenes navals i de ports, a més de pintures de paisatges. Va viatjar i treballar a Alemanya.
El 1694 es va casar amb Neeltje Pieters van Meyservelt.

## Feina

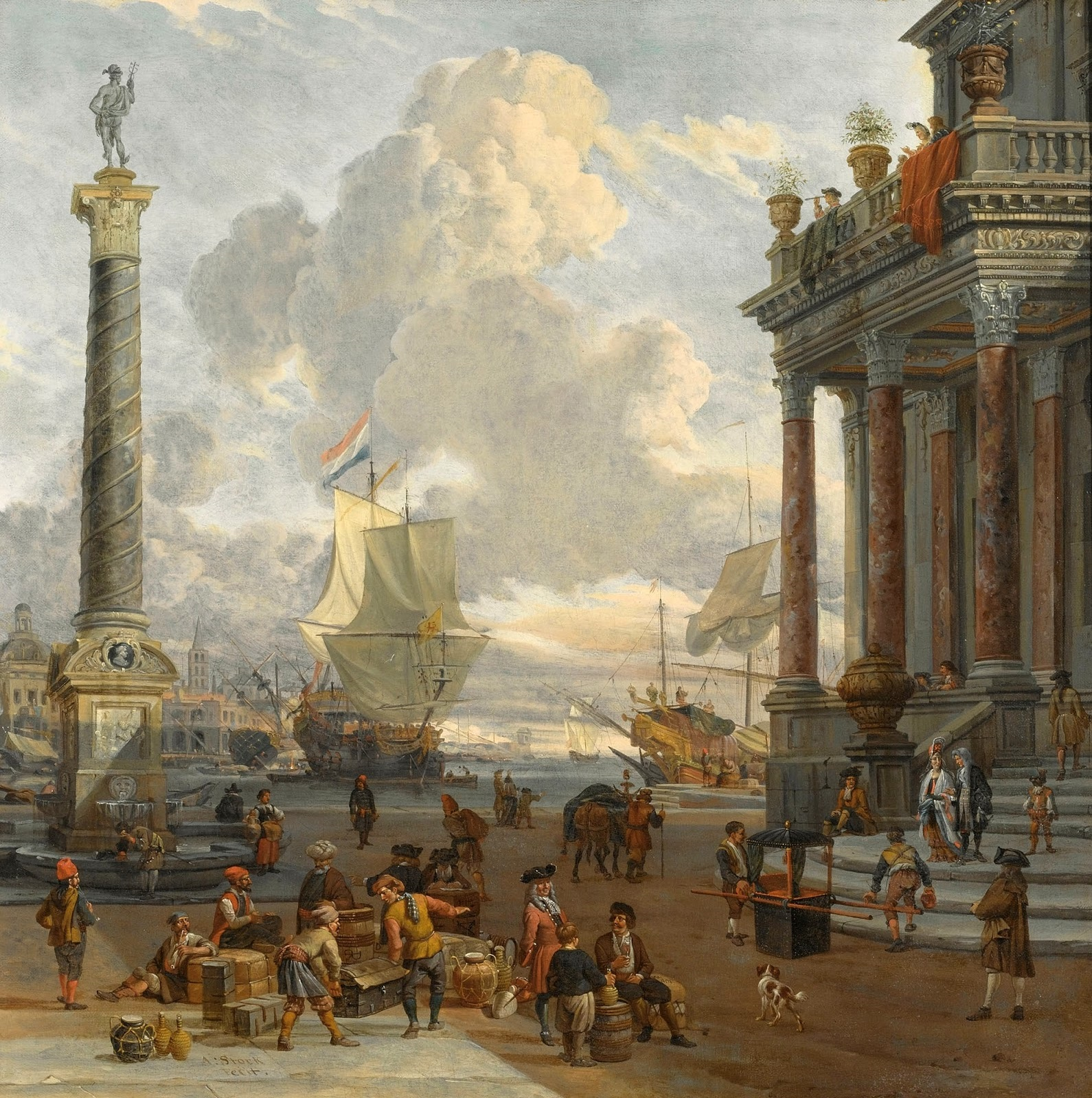
Escena de port

Les escenes marines i de rius de Storck marí i escenes estaven influenciades pels dos Willem van de Veldes (el Vell i el Jove), Ludolf Bakhuizen i per Jan Abrahamsz Beerstraaten.
Storck va produir vistes fantàstiques de ports mediterranis, on hi ha expedicions mercaderes entre ruïnes arquitectòniques, pintades amb els colors cristal·lins típics de l'art italià del període. Aquest tipus d'escene anticipava el capriccio italià del segle xviii. Probablement mai va anar a Itàlia. Va descriure els aparells i els detalls tècnics dels vaixells amb molta precisió, i les seves escenes de ports neerlandesos i vistes de rius sovint inclouen aspectes recreatius i cerimonials d'expedicions. Va posar especial atenció a mostrar iots i trobades cerimonials de vaixells.
Storck va pintar algunes escenes d'hivern, les quals s'inspiren en l'exemple de Jan Abramsz Beerstraten i el seu germà Anthonie. Storck era un delineant molt bo.